# ゴマラ語
ゴマラ語は、ベルベル語の一種で、北部ベルベル諸語のゼナタ諸語に属す言語である。モロッコのリーフ地方西端にあたるテトゥアンとシャフシャウエンの近くに住むゴマラ人により話されている。しかし、ゴマラ語を話すゴマラ人は少数派で1931年時点で8部族中1部族でベニ・ブ・ズラのみだったという。ケタマ周辺で話されているサンハジャ語と類似しているが、ゴマラ語はリーフ語話者には通じない。

## 参照
1. ↑  J. el Hannouche, 2008. Ghomara Berber: A Brief Grammatical Survey
2. ↑  G. Camps & J. Vignet-Zunz, « Ghomâra », Encyclopédie berbère, vol.20, 1998, pp. 3110-3119
3. ↑  （フランス語） Georges Séraphin Colin, "Le parler berbère des Ghomara", Hesperis 9, 1929, pp. 43–58.